# Boruta Zgierz
Klub Sportowy „Boruta” Zgierz – polski klub wielosekcyjny założony w 1933 roku.

## Historia klubu
Klub powstał w 8 grudnia 1933 roku z inicjatywy Władysława Matuge jako KS Boruta Zgierz. Jego początków można szukać w Ośrodku Wychowania Fizycznego przy Zakłady Chemiczne Barwników Boruta w Zgierzu, utworzonego w 1926. Pierwszym prezesem został Stefan Czerski, pełniący tę funkcję do 1939. Od początku w klubie działały sekcje: piłkarska, łucznicza, strzelecka i lekkoatletyczna. Za godło klubu obrano sowę na biało-czarno-niebieskim tle.
W 1936 r. klub otrzymał swoje pierwsze boisko z płytą piłkarską, bieżnią lekkoatletyczną, otwartą strzelnicą, torami łuczniczymi oraz kompletnym zapleczem sportowym.
Wojna uniemożliwiła pracę klubu. Jednak po 1945 klub stał się głównym reprezentantem Zgierza na arenach województwa i kraju. Do istniejących sekcji: strzelecko-łuczniczej, pływackiej, piłkarskiej, lekkoatletycznej, motorowej dołączyły dwie nowe: hokej na lodzie w 1945 i zapasy w 1947. Pod koniec lat 60. zlikwidowano działalność sekcji lekkoatletycznej.
Na początku lat 90. KS „Boruta” napotkał na problemy finansowe. W roku 1993 prezes klubu, Jerzy Stępniak, przekazał majątek i grunty znajdujące się przy ulicy 1 Maja 41/51 Urzędowi Miasta Zgierza. Zarząd nie był w stanie spłacić zadłużeń finansowych. W wyniku problemów finansowych członkowie sekcji zapaśniczej opuścili KS „Boruta” i utworzyli Zgierskie Towarzystwo Atletyczne. W 1994 podobny krok uczyniła sekcja piłkarska, tworząc Miejski Klub Piłkarski w Zgierzu. Dopiero na początku lat 2000 poczyniono starania o oddłużenie klubu. W 2001 nowe władze klubu podjęły decyzję o odbudowie sekcji łuczniczej. Szkolenie powierzono byłej zawodniczce: Ewie Siemońskiej.
Zarząd KS „Boruta” Zgierz 15 maja 2008 r. złożył wniosek w Urzędzie Patentowym RP i uzyskał Świadectwo Ochronne Nr 222092 na znak towarowy-słowno-graficzny: „Klub Sportowy „BORUTA” Zgierz.

## Obiekt
Hala widowiskowo-sportowa (uprawia się w niej m.in. łucznictwo, zapasy, a w przeszłości także hokej na lodzie), tory łucznicze, boiska treningowe oraz stadion piłkarski (pojemność 2 tys. miejsc) znajdują się w Zgierzu przy ul. Wschodniej 2.

## Sekcje

### Piłka Nożna
Sekcja istniejąca od samego początku funkcjonowania klubu, w 1994 r. sekcja piłkarska odłączyła się i utworzyła własny klub – Miejski Klub Piłkarski w Zgierzu. Obecnie występująca w IV lidze. Jej wychowankiem jest m.in. Tomasz Kłos, znany z występów w ŁKS-ie Łódź, członek Klub Wybitnego Reprezentanta
Sukcesy
- 1/16 finału Pucharu Polski – 1993/1994
- 4. miejsce w II lidze w sezonie 1991/1992

### Łucznictwo
Jedyna obecnie działająca sekcja pod szyldem „Boruty”. Do jej najbardziej znanych zawodników należą reprezentanci kraju: Ewa Makowska, Ewa Siemońska, Michał i Karol Szymczakowie i Grażyna Wilk. Do sekcji należeli również Tadeusz Skrzypkowski, Jerzy Matwin i Jan Just, który w roku 1937 zdobył tytuł Wicemistrza Polski w łucznictwie.

### Hokej na lodzie
Sekcja już nieistniejąca, która zawiesiła działalność w latach 90. XX wieku. Jej najsłynniejszymi wychowankami byli dwaj olimpijczycy – Jan Stopczyk i Józef Stefaniak.

### Zapasy
Zawodnicy sekcji zapaśniczej odłączyli się od KS „Boruta” i utworzyli Zgierskie Towarzystwo Atletyczne i tam kontynuują swoją działalność sportową. W 1989 drużyna zdobyła brązowy medal drużynowych mistrzostw Polski. Wychowankami byli trzej olimpijczycy – Włodzimierz Cieślak, Lesław Kropp oraz Tomasz Kupis.

### Pozostałe sekcje
- lekkoatletyka – nieistniejąca (w barwach Boruty występowała dyskobolka Jadwiga Wajsówna[7])
- rugby – nieistniejąca
- siatkówka kobiet – nieistniejąca